# Sublimis Deus
Sublimis Deus je papeška bula, ki jo je napisal papež Pavel III. 9. junija 1537.

## Opis
V buli Sublimis Deus (slovensko Veličastni Bog oziroma Vzvišeni Bog) , ki jo vsebinsko povzema pismo Veritas ipsa in še nekaj drugih sočasnih dokumentov, je nedvoumno obsojeno suženjstvo. Pri tej buli Resnica sama je spuščeno uvodno prejšnje besedilo in se bula začenja šele pri besedah Veritas ipsa, po čemer je dobila tudi ime.  Bula Sublimis Deus je torej daljša in od omenjene, kakor tudi od Altitudo divini consilii in drugih sočasnih listin popolnejša. Z njimi je Pavel III. obsodil ter prepovedal zasužnjevanje ameriških staroselcev - imenovanih Indijanci - in tudi drugih narodov, kakor tudi trgovino s sužnji.

## Zgodovinsko ozadje
Sublimis Deus (Veličastni Bog, Veritas ipsa in podobni papeški spisi) je bula papeža Pavla III. z dne 9. junija 1537 , ki obsoja zasužnjevanje Indijancev v Severni, Srednji in Južni Ameriki, z utemeljitvijo, da so to pravi ljudje in torej sposobni sprejeti krščanstvo. 

Listino pogosto navajajo kot Veritas ipsa ("Resnica sama"), z besedilom v naslovu omenjene bule, ne da bi upoštevali uvodno besedilo. ,
Odkritje Amerike 1492 in njenih prebivalcev je povzročilo zvijačne akademske razprave, ali lahko Indijance smatramo za ljudi – ali pa za razvite živali oziroma nerazvite ljudi, kar naj bi opravičevalo njihovo zasužnjevanje. Karel V. – pod čigar nadoblast so spadali na novo odkrita področja, je zategadelj sklical 1550 in naslednje leto pravnike, teologe in druge učenjake na tako imenovano Disputa di Valladolid (Valladolidsko razpravo). Človeške pravice Indijancev je zagovarjal dominikanec Las Casas, njihovo zasužnjevanje pa aristotelski humanist Sepulveda. 

## StališčeCerkvedosuženjstva

### Nasprotovanje zasužnjevanju domorodcev
Po nepričakovanem Kolumbovem odkritju Novega sveta 1492 se je začela Evropska kolonizacija Amerike. Skupaj z osvajalci konkvistadorji, trgovci, uradniki in pustolovci so prihajali tudi misijonarji. Prvi so imeli namen osvajanje ozemlja ter izkoriščanje njegovega bogastva; drugi pa so želeli novo odkrita ljudstva pokristjaniti. Včasih je to dvoje šlo vštric, drugič pa je prišlo do nasprotovanja. To se je najbolj očitno pokazalo pri jezuitskih redukcijah, ko so kolonialne oblasti z vojaško silo zatrle svobodna indijanska ozemlja pod jezuitsko cerkveno upravo v 17. in 18. stoletju. Osvajalci in trgovci so velikokrat zagovarjali humanistične aristotelske razlage, češ da je suženjstvo nekaj naravnega. Kar se tiče Indijancev, so menili, da oni tako nimajo duše, ker da so ali nerazviti ljudje ali pa razvite živali – ter da je zato njihovo razlaščevanje in zasužnjevanje upravičeno. To so opravičevali tudi z nekaterimi njihovimi čudnimi navadami, kot je bilo mnogoženstvo, zlasti pa kruta in krvava obredna žrtvovanja ljudi, zlasti vojnih ujetnikov (pri vladajočih Aztekih). Zasužnjevalci so se pri tem lahko sklicevali tudi na bulo Nikolaja V. Dum diversas iz 1452, ki dovoljuje zasužnjevanje nekristjanov Zahodne Afrike. 

Za pravilno oceno te bule in katoliškega gledanja na tako sporno zadevo, kot je suženjstvo, moramo vedeti, kaj cerkveno vodstvo uči glede suženjstva skozi zgodovino. V primeru Nikolaja V. moramo upoštevati takratno prodiranje muslimanov, ki so zasužnjevali kristjane in je to nekakšen spremljevalni pojav pri križarskih vojnah, kot so si jih zamislili papež. To je bil neke vrste povračilni ukrep, poleg tega pa spodbuda za prestop v krščanstvo. Pri Aleksandru VI. pa ne smemo spregledati njegovega španskega porekla in njegove izrazite naklonjenosti do Špancev, zlasti še njihovih vladarjev.
1. Sveto pismo ne obsoja suženjstva, ko pravi npr. : »Sužnji, ubogajte svoje zemeljske gospodarje v vsem« (Kol 3,22); uči marveč bratstvo in enakost vseh ljudi, kakor tudi medsebojno ljubezen. Taki odnosi so skozi čas odpravili suženjstvo. O tem so veliko razpravljali pred in med državljansko vojno v ZDA.
2. Obsodba suženjstva je sčasoma vendarle postalo eno izmed učenj katoliške Cerkve, ki ga je polagoma izpopolnjevala in dopolnjevala; v začetku novega veka so se pod vplivom humanizma pojavljale glede tega še negotovosti; kmalu pa se je ustalila nedvoumna obsodba suženjstva vse do dandanes.
3. 1435 Evgen IV. pod kaznijo izobčenja prepoveduje zasužnjevanja kristjanov in tistih, ki bi se morebiti pripravljali na krst, a na drugem mestu vseh ljudi.
4. 1462 Pij II. imenuje zasužnjevanje krščenih zamorcev magnum scelus (velik zločin)
5. 1537 Pavel III. prepoveduje zasužnjevanje Indijancev, češ da so pravi in resnični ljudje
6. 1639 obsoja suženjstvo Urban VIII..
7. 1741 ga prepove Benedikt XIV.
8. 1815 na Dunajskem kongresu zahteva Pij VII. prepoved trgovine s sužnji
9. 1839 obsodi suženjstvo Gregor XVI.
10. 1851 v buli ob beatifikaciji jezuita Petra Klaverja – reševalca in odkupovalca kristjanov iz suženjstva – eden od najsijajnejših nasprotnikov suženjstva, Pij IX. označi trgovino s sužnji kot največjo podlost (summum nefas).
11. 1888 ob Klaverjevi kanonizaciji je naslovil Leon XIII. pismo brazilskim škofom, v katerih jih spodbuja, naj v svoji deželi odpravijo sužensjstvo, nakar je več sužnjeposestnikov osvobodilo vse svoje sužnje.

#### »Darovne«bule
V zvezi z »darovnimi« bulami Aleksandra VI. Španiji – ki je med drugim tudi sam bil španskega porekla – je potrebna še dodatna razlaga:
- Prva bula, Inter caetera, z dne 3. maja 1493, je priznala Španiji pravico do na novo odkritih dežel, ki še niso spadale pod krščanskega vladarja; obenem je potrdila predhodne pravice Portugalski; obema stranema se je to zdelo preohlapno in preveč nedoločno.
- Druga bula, Eximiae devotionis, tudi z dne 3. maja 1493, je jamčila kralju in kraljici Kastilije in Leona ter njunim naslednikom iste predpravice v na novo odkritih deželah, kot so jih že uživali portugalski kralji na področju Afrike in Gvineje.[7]
- Tretja bula, tudi z naslovom Inter caetera, z dne 4. maja 1493, spodbuja španske vladarje, naj širijo vero zahodno od začrtane linije: verjetno je prišlo do spremembe razmejitvene črte na zahtevo portugalskega poslanca.
- Tordesilljska pogodba (7. junij 1494), ki je sledila buli Inter caetera, je določila španske pravice ločeno od portugalskih; vendar je bila glede na druge države zakonitost neučinkovita (res inter alios acta). Španija je poskušala brezuspešno prepričati druge evropske dežele o veljavnosti bule Inter caetera.  [8]

#### Odobravanje zasužnjevanja preklicano
Res pa je, da so se slišali v renesansitudi drugačni glasovi: 
- 1452 je z bulo Dum diversas Nikolaj V. pooblastil portugalskega kralja za boj zoper Saracene in druge sovražnike križa, kakor tudi za zasego njihovega premoženja in postavljanje v tlačanstvo oziroma sužnost.
- 1455 je z bulo Romanus Pontifex isti papež potrdil veljavnost bule Dum diversas. - V tej povezavi Nikolajevo učenje - in drugo njegovemu podobno - le ne prevladuje skozi zgodovino. Sicer pa bula Nikolaja V. Dum diversas [9] - s katero dovoljuje španskemu kralju postaviti nekrščanske prebivalce Zahodne Afrike v "večno suženjstvo" - ne spada med nezmotljiv nauk cerkvenega učiteljstva; poleg tega ni bila namenjena celotni Cerkvi, ampak le portugalskemu kralju. Eno papeško dejanje, pismo ali učenje pa še ni niti reden nauk Cerkve, še manj pa nauk ex cathedra. [10]
- Mnogi izvedenci menijo upravičeno, da bula Pavla III. Sublimis Deus razveljavlja tri predhodne bule s sklepnimi besedami:

| Latinski izvirnik »Sublimis Deus« | Slovenski prevod »Veličastni Bog« |
| --- | --- |
| Paulus Episcopus, servus servorum Dei, Universis Christi fidelibus praesentes litteras inspecturis, Salutem et Apostolicam benedictionem. Non obstantibus praemissis, caeterisque contrariis quibuscumque... | Pavel (III.) škof, služabnik Božjih služabnikov vsem vernim v Kristusu, ki bodo brali to pismo, pozdrav in apostolski blagoslov. Vse, kar bi temu (kar je v buli povedanega o prepovedi suženjstva) nasprotovalo, razglašamo za neveljavno in nično. |

Te besede – ki so pogostne v papeških listinah – torej razveljavljajo in razglašajo za nično bulo Nikolaja V. Dum diversas (1453) in Romanus Pontifex (1455), ter bulo Aleksandra VI.  Inter caetera (1493); te bule namreč formalno priznavajo ne le kolonialne osvojitve, ampak tudi zasužnjevanje. Ta pontifika pa sta osramotila Cerkev ne le z odobravanje zasužnjevanja, ampak tudi z drugimi nenravnimi dejanji – npr. glede duhovniškega celibata ipd., ki se ne strinjajo s krščanskim izročilom. Njune bule in življenje so verniki kmalu pozabili, njuna grobova pa zanemarili. 

#### Pavel III.obsojazasužnjevanjeameriškihIndijancev
Pavel III. v svojih listinah, od katerih je najbolj znana Sublimis Deus, poudarja, da so Indijanci pravi ljudje (veros homines) in da jih zato ni dovoljeno razlaščevati ali zasužnjevati. 
- 9. junija 1537 je objavil bulo Sublimis Deus (Veličastni Bog, oziroma Vzvišeni Bog), ki je nastala v zvezi z več bulami in apostolskimi pismi, npr. Veritas Ipsa in drugimi podobnimi spisi. V njej obsoja odvajanje v sužnost domorodcev. Pavel III. je s svojo apostolsko oblastjo dokončal številne razprave, ki so jih vodili po evropskih univerzah glede narave prebivalcev Novega sveta: ali jih je treba smatrati za »višje živali« ali »nižje ljudi«? Pontifik je jasno poudaril, da so oni »ljudje kot vsi drugi. Zato jih nikakor ni dovoljeno oropati njihove svobode ali premoženja, četudi bi bili zunaj vere v Jezusa Kristusa.« Zato »v moči naše apostolske oblasti razglašamo, da se omenjeni Indijanci in drugi narodi, ki jih bodo morda raziskovalci še odkrili, morajo spreobrniti na krščanstvo po pridigovanju Božje besede in po zgledu primernega življenja.« [12]
- Buli Sublimis Deus je podobno apostolsko pismo Altitudo divini consilii z dne 1. junija 1537, s katerim je papež obsodil trgovino s sužnji. V isti listini je spodbudil frančiškane, ki so prvi prispeli v dežele Novega sveta, ki si jih je pravkar podredilo Špansko kraljestvo, naj na preprost način krščujejo Indijance[13].

Pobudniki te listine so bili zlasti dominikanci, tako, talxcalski škof Garcés (1452-1542), chiapaški škof Las Casas  ter duhovnik Minora. Brat Minora se je pod varstvom cesarice Izabele in brez vednosti cesarja Karla napotil v Rim, da bi obvestil papeža o zlostavljanjih, ki so jim bili izpostavljeni Indijanci. To je papeža nagnilo k objavi bule Sublimis Deus, kakor tudi listin, ki obravnavata ista vprašanja: Altitudo divini consilii ter Pastorale officium. Tem dokumentom so sledili drugi, ki so bistveno omejili zlorabe osvajalcev. To je dobro razvidno iz tegale dejstva: kamor so prišli španski katoličani, tam je domače prebivalstvo ostalo in še danes se pretaka po 90% prebivalstva Latinske Amerike indijanska kri; kamor pa so prišli angleški anglikanci, ki jih je prav v tistem času Henrik VIII. na silo odtrgal od matične Cerkve, in sicer v današnjih ZDA, so Indijance množično iztrebljali, in se za njihovo obrambo ni zavzela nikakršna verska ali civilna oblast; do danes jih je ostalo komaj za vzorec. 

## Ocena
- Posledica papeškega učenja v zvezi z odnosom Evropejcev do Indijancev je bila tudi ta, da se je ohranil veliko večji odstotek Indijancev v deležu celotnega prebivalstva med katoliškimi naseljenci zlasti v Južni Ameriki v primeri s tistimi v ZDA, med anglosaškimi naseljenci, kjer je po tamkajšnjih rezervatih ostalo Indijancev tako rekoč komaj za vzorec. Obenem se anglikanci v ZDA niso mešali z  domorodci, medtem ko so bili v Latinski Ameriki mešani zakoni med Evropejci in domačini vsakdanja praksa od odkritja pa vse do danes. Če govorimo o misijonarjih, ne smemo spregledati vpliva slovenskih misijonarjev med Indijanci, zlasti škofa Baraga in njegovih naslednikov, ki so domorodcem prinesli obenem s krščanstvom tudi omiko, nravnost in književnost, kar jim je omogočilo obstoj, razvoj in napredek.
- Papeževo avtoritativno učenje je imelo odločilen vpliv na takratno javno mnenje in akademske razprave. Zanesljivo latinsko in angleško besedilo okrožnice ima Joel S. Panzer v knjigi: The Popes and Slavery (New York: Alba House, 1996), str. 79-81 pod naslovom: "Sublimis Deus sic delexit humanum genus" (Veličastni Bog je tako ljubil človeški rod). Tej papeški buli sledijo v knjigi določbe svetorimskega cesarja  Karla V., s katerimi (španski kralj  Karel I. je bil od 1530) prepoveduje zasužnjevanje Indijancev. [15]
- Kdaj je človek človek? To vprašanje zaposluje evropsko in svetovno javnost dandanes zlasti v zvezi s splavom, umetno oploditvijo in kloniranjem. Papeži Pavel VI., Janez Pavel II., Benedikt XVI. in Frančišek so postavili varstvo življenja v središče svojih nagovorov in listin. V prejšnjih stoletjih je bilo žarišče čisto drugo: 20. novembra 1890, pred 125 leti, se je obrnil Leon XIII. na afriške misijonarje in obsodil s svojo okrožnico Catholicae Ecclesiae suženjstvo ter omenil, da vsako leto skoraj pol milijona Afričanov prodajo v sužnost: »Toda kjer vlada krščanska nravnost in zakoni, kjer vera opozarja, da morajo ljudje služiti pravičnosti in spoštovati človeško dostojanstvo, kjer udejanjajo ljubezen do bližnjega, tam ni prostora niti za suženjstvo niti za barbarstvo.« Papež Leon XIII. je oznanjal svobodo nasproti suženjstvu: dve leti poprej je takratno cesarstvo Brazilija odpravilo suženjstvo, 1834 Velika Britanija, 1848 Francija in 1865 ZDA – a drugod - zlasti po nekaterih muslimanskih deželah - se je obdržalo vse do dandanes. Eden od prvih papežev, ki je že 350 let pred Leonom XIII. odločno povzdignil glas zoper suženjstvo, pa je bil ravno Pavel III. z izjavo, »da so Indijanci pravi ljudje« in da jih zato ni dovoljeno ropati ali zasužnjevati. Eden najodločnejših bojevnikov zoper suženjstvo je bil dominikanec Las Casas (1484-1566), ki je vplival tudi na papeža, da je nastopil s svojimi listinami zoper suženjstvo. Čeprav so bulo Pavla III. Sublimis Deus in okrožnico Leona XIII. Catholicae Ecclesiae vse prevečkrat zaničevali, sestavljata vendarle sidrišči, na kateri so se mogli misijonarji sklicevati pri obrambi človeških pravic. [16]
- Ko je papež Pavel III. prepovedal suženjstvo, je njegova bula postala Magna charta človekovih pravic in mejnik v cerkvenem zavzemanju za človeččanske pravice. Bula Sublimis Deus je postala pozneje tudi skoraj uradno stališče na cesarskem dvoru. Pavel III. potrjuje v njej svobodo Indijancev in razglaša vsakršno zasužnjevanje za nezakonito. Kot vsa ljudstva na zemlji so tudi Indijanci pravi ljudje in kot takim se jih ne sme oropati prostosti in premoženja. Kot posledica njihove prostosti pred Bogom in zakonom imajo praprebivalci tudi pravico, da se pripustijo h krstu. Listina nadalje spodbuja blagovestnike, naj povabijo prebivalce Novega sveta h krščanstvu z oznanjevanjem in lepim zgledom. Interesom osvajalcev pa je tako bratovstvo med Božjimi otroki seveda nasprotovalo, in daleč od Rima jim ga ni bilo težavno izigrati. Čeprav so bulo Sublimis Deus radi in pogosto zaničevali, vendar ostaja sidrišče, na katero so se mogli krščanski misijonarje pri obrambi človekovih pravic trdno opirati. [17]

## Slikovna zbirka
- Pavel III.  
Tiskal Agostino Veneziano 1536
- svetorimski cesar in španski kralj - svetovni vladar Karel V. (Karel I.)
- Kolumbov pristanek 12. oktobra 1492 v Ameriki 
naslikal John Vanderlyn
- Konkvistadorji in njihovi domači tlaxcalski zavezniki vstopajo v Tenochtitlan v Mehiki
- Jacques Marquette kot misijonar med indijanskimi domorodci.
- Slovenski misijonar Baraga med Indijanci
- Špansko (rdeče) in portugalsko (modro) cesarstvo okrog 1600